# Березовка (Окницький район)
Березовка (рум. Berezovca) — село в Молдові в Окницькому районі. Входить до складу комуни з центром у селі Каларашовка. 
Більшість населення - українці. Згідно з переписом населення 2004 року - 481 особа (85%).